# يوشيكي ماتسوشيتا
يوشيكي ماتسوشيتا (باليابانية: 松下 佳貴) (3 مارس 1994 في ماتسوياما في اليابان – )؛ هو لاعب كرة قدم ياباني سابق كان يلعب كلاعب وسط.

## وصلات خارجية
- يوشيكي ماتسوشيتا على موقع رابطة كرة القدم اليابانية للمحترفين (اليابانية)
- يوشيكي ماتسوشيتا على موقع قاعدة بيانات كرة القدم.إي يو (الإنجليزية)
- يوشيكي ماتسوشيتا على موقع Soccerway.com (الإنجليزية)
- يوشيكي ماتسوشيتا على موقع عالم كرة القدم.نت (الإنجليزية)
- يوشيكي ماتسوشيتا على موقع كووورة